# Aeroportul Garissa
Aeroportul Garissa (IATA: GAS, ICAO: HKGA) este un aeroport din Garissa, Garissa County⁠(d), Kenya.
Situat la o altitudine de 145 m, aeroportul dispune de o singură pistă.